# Aeonium goochiae

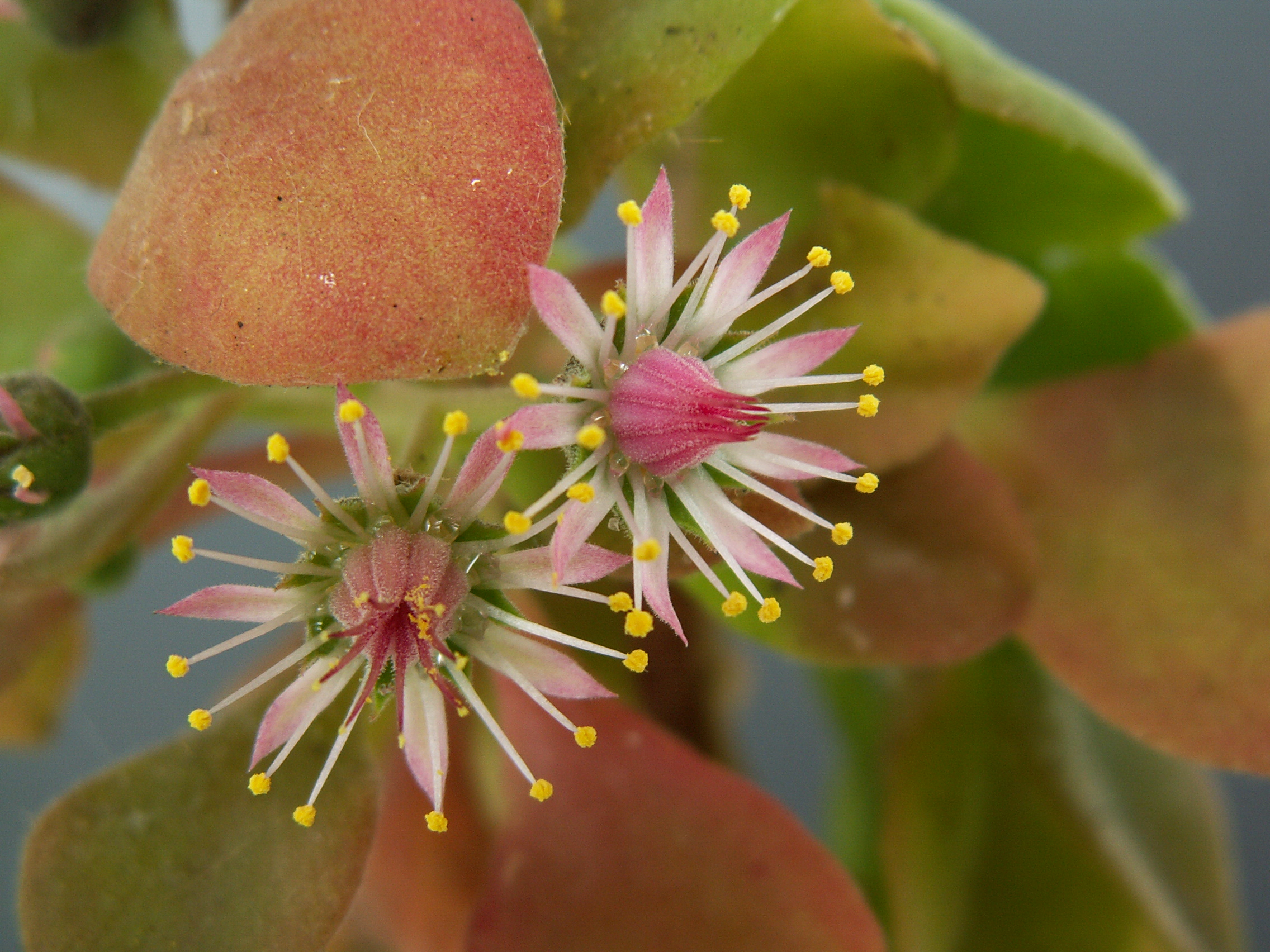
Blüten

Aeonium goochiae ist eine Pflanzenart aus der Gattung Aeonium in der Familie der Dickblattgewächse (Crassulaceae).

## Beschreibung

### Vegetative Merkmale
Aeonium goochiae wächst als mehrjähriger, dicht verzweigter Kleinstrauch und erreicht Wuchshöhen von bis zu 40 Zentimeter. Die glatten, flaumhaarigen, leicht klebrigen Triebe sind nicht netzartig gemustert und weisen einen Durchmesser von 2 bis 10 Millimeter auf. Ihre eher flachen Rosetten erreichen einen Durchmesser von 3 bis 12 Zentimeter. Innere Blätter sind mehr oder weniger aufrecht. Die elliptischen oder runden, blassgrünen bis gelblich grünen, filzigen, klebrigen Laubblätter sind 1,5 bis 5 Zentimeter lang, 1,5 bis 2,5 Zentimeter breit und 0,1 bis 0,2 Zentimeter dick. Zur Spitze hin sind sie gerundet oder zugespitzt und ausgerandet. Die Basis ist keilförmig. Die Blätter sind manchmal rötlich panaschiert.

### Generative Merkmale
Der Blütenstand besteht aus traubigen Rispen. Er weist eine Länge von 2 bis 5 Zentimeter und eine Breite von 3 bis 11 Zentimeter auf. Der Blütenstandsstiel ist 1 bis 2 Zentimeter lang. Die sieben- bis achtzähligen Blüten stehen an einem 1 bis 15 Millimeter langen, schwach flaumhaarigen Blütenstiel. Ihre Kelchblätter sind drüsig-flaumhaarig. Die sehr blass gelben oder weißlichen, verkehrt lanzettlichen, zugespitzten Kronblätter sind 5 bis 7 Millimeter lang und 1 bis 2 Millimeter breit. Im mittleren Teil sind sie oft rosa variegat. Die Staubfäden sind kahl.
Die Blütezeit ist Mai bis August.

### Chromosomenzahl
Die Chromosomenzahl beträgt 2n = 36.

## Systematik und Verbreitung
Aeonium goochiae ist im Norden von La Palma in Höhen von 500 bis 1100 Metern verbreitet.
Die Erstbeschreibung durch Philip Barker Webb und Sabin Berthelot wurde 1841 veröffentlicht. Ein nomenklatorisches Synonym ist Sempervivum goochiae (Webb & Berthel.) Christ (1888).
Die Artbezeichnung ehrt die Mutter von Philip Barker Webb, Mrs. Gooch.

## Nachweise